# União Nacional Africana do Zimbábue
Zimbabwe African National Union ("União Nacional Africana do Zimbábue", em inglês), ou ZANU, foi uma organização militante que lutou contra o governo da minoria dominante branca na Rodésia, durante o período colonial da história do Zimbábue.
Formou-se como uma fação do ZAPU ("União Popular Africana do Zimbábue"). A organização venceu as eleições realizadas em 1980, sob a liderança de Robert Mugabe; oito anos mais tarde, fundiu-se novamente com o ZAPU, liderado agora por Joshua Nkomo, formando a ZANU-PF, partido governista no país até 2008, quando foi obrigado a formar um governo de coligação com o MDC de Morgan Tsvangirai.